# Погосян, Ашот Джоникович
Ашот Джоникович Погосян (арм. Աշոտ Պողոսյան; род. 7 января 1962, Артик) — советский и армянский скульптор.

## Биография
Родился 7 января 1962 года в городе Артик, Армянская ССР .
В 1981–1987 годы учился и с дипломом отличия оканчивает Ереванский государственный художественно-театральный институт.
В 1988—1991 годы учится в творческой мастерской в Москве под руководством советского скульптора Гукаса Чубаряна.

## Творчество
Ашот Погосян занимается монументальными, станковыми и парковыми скульптурами. Автор ряда памятников:
Автор скульптур «Дама с собачкой» и «Мужчина с пивом» в подмосковном городе Одинцово на бульваре Любы Новосёловой около дома 17.
Автор памятника Мовсесу Хоренаци около Ереванского государственного университета.